# نيشاما ريفلين
نيشاما ريفلين (بالعبرية: נחמה ריבלין‏) ( العبرية: נֶחָמָה רִיבְלִין) باحثة إسرائيلية، كما أنها كانت السيدة الأولى في إسرائيل من عام 2014 إلى عام 2019. عملت في الجامعة العبرية في القدس من 1967 حتى عام 2007.